# J. Paul Getty Trust
Der J. Paul Getty Trust ist eine der reichsten Kunstinstitutionen der Welt mit einem geschätzten Stiftungsvermögen von 6,9 Milliarden US-Dollar im Jahr 2017. Er geht auf den Ölmagnaten J. Paul Getty zurück, wurde 1953 gegründet, hat seinen Sitz in Los Angeles, Kalifornien, und betreibt das J. Paul Getty Museum, das zwei Standorte hat, das Getty Center in Los Angeles und die Getty Villa im Stadtteil Pacific Palisades von Los Angeles, Kalifornien. Seine weiteren Programme sind die Getty Foundation, das Getty Research Institute und das Getty Conservation Institute.
Der Trust bietet auch Zuschüsse und Schulungen für andere Museen und Kultureinrichtungen an. Der Trust verfügt über eine Bibliothek, ein Publikationsprogramm und ein Gastwissenschaftlerprogramm. Das Konservierungsprogramm des Trusts widmet sich der Förderung der Konservierungspraxis durch die Schaffung und Vermittlung von Wissen. Seit 2008 hat der Trust jedoch den Umfang seiner Aktivitäten als Reaktion auf die finanziellen Herausforderungen zurückgefahren.

## Programm

### Getty Foundation
Die Getty Foundation hieß ursprünglich "Getty Grant Program", das 1984 unter der Leitung von Deborah Marrow begann. Der J. Paul Getty Trust kann bis zu 0,75 % seines Stiftungskapitals für Schenkungen und Zuschüsse ausgeben; bis 1990 hatte das Getty Grant Program 530 Zuschüsse in Höhe von insgesamt 20 Millionen Dollar an "Kunsthistoriker, Konservatoren und Kunstmuseen in 18 Ländern" vergeben. Beispielsweise finanzierte ein Stiftungszuschuss die Restaurierung des Cosmati-Pflasters im Boden der Westminster Abbey. Viele Jahre lang führte die Stiftung das Getty Leadership Institute (GLI) durch. Das wichtigste Programm des GLI ist das Museum Leadership Institute (MLI), früher bekannt als Museum Management Institute, das "fast 1.000 Museumsfachleuten aus den Vereinigten Staaten und 30 Ländern weltweit gedient hat". Mit Wirkung vom 2. Januar 2010 wurde das GLI jedoch an die Claremont Graduate University in Claremont, Kalifornien, verlegt und in "The Getty Leadership Institute at Claremont Graduate University" umbenannt.

### Getty Research Institute
Das Getty Research Institute (GRI), das sich im Getty Center in Los Angeles, Kalifornien, befindet, widmet sich "der Förderung des Wissens und der Verbesserung des Verständnisses der visuellen Künste". Das GRI unterhält eine Forschungsbibliothek, organisiert Ausstellungen und andere Veranstaltungen, sponsert ein Stipendiatenprogramm, veröffentlicht Bücher und unterhält elektronische Datenbanken einschließlich eines Semantic Web Service. Das GRI hieß ursprünglich "Getty Center for the History of Art and the Humanities" und wurde bereits 1983 konzipiert. Erster Direktor war der Schweizer Kurt W. Forster. Die Forschungsbibliothek des GRI umfasst unter anderem etwa 900.000 Bände an Büchern, Zeitschriften und Auktionskatalogen, Sondersammlungen und zwei Millionen Fotografien von Kunst und Architektur. Zur Bibliothek gehören auch die "Institutional Archives" der Stiftung, die die Aktivitäten der verschiedenen Programme der Stiftung dokumentieren.

### Getty Conservation Institute
Das Getty Conservation Institute (GCI) mit Sitz in Los Angeles, Kalifornien, hat seinen Hauptsitz im Getty Center, verfügt aber auch über Einrichtungen in der Getty Villa und nahm 1985 seinen Betrieb auf. Das GCI ist eine private internationale Forschungseinrichtung, die sich der Förderung der Konservierungspraxis durch die Schaffung und Bereitstellung von Wissen widmet. Es "dient der Konservierungsgemeinschaft durch wissenschaftliche Forschung, Ausbildung und Training, modellhafte Feldprojekte und die Verbreitung der Ergebnisse sowohl seiner eigenen Arbeit als auch der Arbeit anderer auf dem Gebiet" und "hält sich an die Prinzipien, die die Arbeit des Getty Trust leiten: Service, Philanthropie, Lehre und Zugang". Das GCI ist sowohl in der Kunst- als auch in der Architekturkonservierung tätig. GCI-Wissenschaftler untersuchen den Verfall von Objekten und Gebäuden und wie man ihn verhindern oder aufhalten kann. GCI war auch an langfristigen Ausbildungsprogrammen beteiligt, wie z. B. der Einrichtung eines Masterstudiengangs in archäologischer und ethnographischer Konservierung in Zusammenarbeit mit der University of California, Los Angeles.

### Getty Information Institute
Von 1983 bis Juni 1999 leitete der Trust das Getty Information Institute (GII), das sich um die Sammlung elektronischer Informationen bemühte, um Kulturerbe-Institutionen und Forschern zu dienen. Zusammen mit dem American Council of Learned Societies versuchte das GII, eine breite Koalition von Non-Profit-Organisationen aufzubauen, um eine nationale Initiative für ein vernetztes Kulturerbe zu etablieren. Nach der Auflösung der GII wurden ihre Datenbanken an das Getty Research Institute übertragen.